# Rádio Praga
A Rádio Praga Internacional (em checo: Český rozhlas 7 – Rádio Praha) é a estação de transmissão internacional oficial da República Checa. A transmissão começou a 31 de agosto de 1936 perto da cidade termal de Poděbrady. A Rádio Praga produz noticiários diários de meia hora em cinco idiomas (inglês, alemão, francês, castelhano e russo). A estação também opera o portal da web Radio.cz em Checo, inglês, alemão, francês, castelhano, ucraniano e russo). A editora-chefe da estação é Klára Stejskalová.
Em 2021, o Serviço Federal de Supervisão de Proteção e Bem-Estar do Consumidor da Rússia bloqueou o site da Rádio Praga Internacional na Rússia devido a uma reportagem sobre Jan Palach de 2001.